# Ursula Verhoeven-van Elsbergen
Ursula Verhoeven-van Elsbergen (* 20. April 1957 in Hagen) ist eine deutsche Ägyptologin.

## Leben
Ursula Verhoeven studierte von 1975 bis 1983 Ägyptologie, Ethnologie, Kunstgeschichte sowie Ur- und Frühgeschichte an der Universität zu Köln. Sie wurde 1983 mit der Dissertation „Grillen, Kochen, Backen im Alltag und im Ritual Altägyptens“ promoviert. 1985 erhielt sie ein einjähriges Reisestipendium des Deutschen Archäologischen Instituts. Sie bereiste unter anderem Ägypten, Israel, Jordanien, den Sudan, Syrien und die Türkei. 1986 bis 1991 war sie im Rahmen des durch die Deutsche Forschungsgemeinschaft (DFG) finanzierten Projektes „Kölner Totenbuchrolle“ (Totenbuch der Iahtesnacht) wissenschaftliche Mitarbeiterin an der Universität zu Köln.
1992 bis 1995 erhielt sie von der DFG ein Stipendium zur Vorbereitung ihrer Habilitation. Sie habilitierte sich 1995 im Fach Ägyptologie, ihre Habilitationsschrift trug den Titel: „Untersuchungen zur späthieratischen Buchschrift“. 1995 bis 1997 war sie wissenschaftliche Mitarbeiterin an der Universität Bonn und hier am Projekt „Neuedition des Totenbuchs“ der DFG beteiligt.
Seit Februar 1998 ist Ursula Verhoeven-van Elsbergen Professorin für Ägyptologie an der Universität Mainz. 2007 erhielt sie den Akademiepreis des Landes Rheinland-Pfalz. 2009 lehnte sie einen Ruf an die Universität München ab. Sie ist seit 2009 Ordentliches Mitglied des Deutschen Archäologischen Instituts (DAI) und gehörte 2009 bis 2019 dessen Zentraldirektion an. Von 2009 bis 2019 war Ursula Verhoeven-van Elsbergen auch Generalsekretärin des Internationalen Ägyptologen-Verbandes (International Association of Egyptologists – IAE), seit 2011 ist sie ordentliches Mitglied der Akademie der Wissenschaften und der Literatur in Mainz.
Mit Jochem Kahl leitete Ursula Verhoeven-van Elsbergen von 2005-2019 das Langzeitvorhaben zur „Dokumentation und Interpretation der Nekropole von Assiut/Mittelägypten“ und organisierte die Forschungsausstellung „Asyut's Fourteen. 14 Kampagnen in einem ägyptischen Gräberberg“ an der JGU Mainz (mit Andrea Kilian und Monika Zöller-Engelhardt).
Seit 2015 ist sie Leiterin des Projekts „Altägyptische Kursivschriften (AKU)“ an der Akademie der Wissenschaften und der Literatur Mainz, in dem eine digitale Paläografie entsteht und eine systematische Analyse des Hieratischen und der Kursivhieroglyphen unternommen wird.

## Schriften (Auswahl)
- Grillen, Kochen, Backen im Alltag und im Ritual Altägyptens. Ein lexikographischer Beitrag. (= Rites égyptiens. Band IV). Fondation Egyptologique Reine Elisabeth, Brüssel 1984.
- Le voyage de la déesse libyque. Ein Text aus dem „Mutritual“ des Papyrus Berlin 3053. (= Rites égyptiens. Band V). Fondation Egyptologique Reine Elisabeth, Brüssel 1985.
- Das saitische Totenbuch des Monthpriesters Nespasefy aus der Zeit Psammetichs I. Harrassowitz, Wiesbaden 1999, ISBN 3-447-03949-3.
- Untersuchungen zur späthieratischen Buchschrift. (= Orientalia Lovaniensia Analecta. Band 99). Leuven 2001, ISBN 90-429-0932-3.
- unter Mitarbeit von Sandra Sandri: Das frühsaitische Totenbuch des Monthpriesters Chamhor C (= Beiträge zum Alten Ägypten. Band 7). Orientverlag, Basel 2017, ISBN 978-3-905719-28-4.
- Als Herausgeberin: Ägyptologische „Binsen“-Weisheiten I–II, Neue Forschungen und Methoden der Hieratistik. Akten zweier Tagungen in Mainz im April 2011 und März 2013. Johannes Gutenberg-Universität Mainz, Mainz 2015; Steiner, Stuttgart 2015, ISBN 978-3-515-11127-0 (OpenAccess).
- Als Herausgeberin zusammen mit S. A. Gülden und K. van der Moezel: Ägyptologische „Binsen“-Weisheiten III. Formen und Funktionen von Zeichenliste und Paläographie. Akten der internationalen und interdisziplinären Tagung in der Akademie der Wissenschaften und der Literatur Mainz im April 2016. Johannes Gutenberg-Universität Mainz, Mainz 2018; Steiner, Stuttgart 2018, ISBN 978-3-515-12265-8 (Open Access).
- Als Herausgerein zusammen mit S. A. Gülden und T. Konrad: Ägyptologische „Binsen“-Weisheiten IV. Hieratisch des Neuen Reiches: Akteure, Formen und Funktionen. Akten der internationalen Tagung in der Akademie der Wissenschaften und der Literatur Mainz im Dezember 2019. Mainz, Stuttgart 2022, ISBN 978-3-515-13333-3 (Open Access).
- Als Herausgeberin: Asyut’s fourteen – 14 Kampagnen in einem ägyptischen Gräberberg. Begleitheft zur Forschungsausstellung. Schule des Sehens, Johannes Gutenberg-Universität Mainz, 16. 10.–19. 12. 2019 und 7. 1.–30. 1. 2020. Johannes Gutenberg-Universität Mainz, Mainz 2019, doi:10.25358/openscience-247 (Open Access).
- Als Herausgeberin: Dipinti von Besuchern des Grabes N13.1 in Assiut. 2 Bände (= The Asyut Project. Band 15). Harrassowitz, Wiesbaden 2020, ISBN 978-3-447-11523-0.